# Ruthless (album)
Pour les articles homonymes, voir Ruthless.
Albums de Ace Hood
Gutta
(2008) Blood, Sweat and Tears
(2011)
Singles
1. Overtime
Sortie : 19 mai 2009
2. Champion
Sortie : 16 juin 2009

Ruthless est le deuxième album studio d'Ace Hood, sorti le 30 juin 2009. L'album se classe 5e au Top R&B/Hip-Hop Albums et 23e au Billboard 200.

## Liste des titres
| No  | Titre                                                                                           | Contient un (des) sample(s) de                            | Durée |
| --- | ----------------------------------------------------------------------------------------------- | --------------------------------------------------------- | ----- |
| 1.  | Get Money (featuring Rick Ross (produit par The Inkredibles))                                   |                                                           | 3:54  |
| 2.  | Loco Wit the Cake (featuring Schife (produit par Schife et OhZee))                              |                                                           | 3:47  |
| 3.  | Born an OG (featuring Ludacris (produit par DJ Nasty and LVM))                                  |                                                           | 3:49  |
| 4.  | Overtime (featuring Akon et T-Pain (produit par The Runners et Kevin Cossom))                   | Real Niggaz de The Notorious B.I.G.                       | 4:04  |
| 5.  | Champion (featuring Jazmine Sullivan et Rick Ross (produit par The Runners et Carvin and Ivan)) | My Ebony Princess de Jimmy Briscoe and the Little Beavers | 4:25  |
| 6.  | Love Somebody (featuring Jeremih (produit par The Runners et The Monarch))                      |                                                           | 5:04  |
| 7.  | Don't Get Caught Slippin' (Produit par The Inkredibles)                                         |                                                           | 3:27  |
| 8.  | This Nigga Here (featuring Schife et Birdman (produit par Schife et OhZee))                     |                                                           | 4:06  |
| 9.  | Mine (featuring The-Dream (produit par Tricky Stewart et The-Dream))                            |                                                           | 3:40  |
| 10. | Wifey Material (featuring Lloyd (produit par The Runners et The Monarch))                       |                                                           | 4:05  |
| 11. | 'Bout Me (featuring Ball Greezy (produit par Cardiak))                                          |                                                           | 3:33  |
| 12. | Zone (Produit par G4 Music)                                                                     |                                                           | 3:57  |
| 13. | Make a Toast (Produit par The Inkredibles)                                                      |                                                           | 3:55  |